# Лубно-Опаце
Лубно-Опаце (пол. Łubno-Opace) — село в Польщі, у гміні Тарновець Ясельського повіту Підкарпатського воєводства.
Населення — 309 осіб (2011).
У 1975-1998 роках село належало до Кросненського воєводства.

## Демографія
Демографічна структура станом на 31 березня 2011 року:
|          | Загалом | Допрацездатний вік | Працездатний вік | Постпрацездатний вік |
| -------- | ------- | ------------------ | ---------------- | -------------------- |
| Чоловіки | 161     | 47                 | 103              | 11                   |
| Жінки    | 148     | 45                 | 80               | 23                   |
| Разом    | 309     | 92                 | 183              | 34                   |